# 2002-es labdarúgó-világbajnokság-selejtező (UEFA – 7. csoport)
A 2002-es labdarúgó-világbajnokság európai 7. selejtezőcsoportjának mérkőzéseit, és a csoport végeredményét tartalmazó lapja. A csoportban körmérkőzéses, oda-visszavágós rendszerben játszottak egymással a labdarúgó-válogatottak. A csoportelső automatikus résztvevője lett a 2002-es labdarúgó-világbajnokságnak.
A csoportban Ausztria, Bosznia-Hercegovina, Izrael, Liechtenstein és Spanyolország szerepelt.
A csoportot Spanyolország nyerte és kijutott a 2002-es világbajnokságra, a második helyet pedig Ausztria szerezte meg és játszhatott pótselejtezőt. 

## Tabella
| Hely. | Csapat              | M | Gy | D | V | G+ | G– | Gk  | P  | Továbbjutás                         |     | Spanyolország | Ausztria | Izrael | Bosznia-Hercegovina | Liechtenstein |
| ----- | ------------------- | - | -- | - | - | -- | -- | --- | -- | ----------------------------------- | --- | ------------- | -------- | ------ | ------------------- | ------------- |
| 1.    | Spanyolország       | 8 | 6  | 2 | 0 | 21 | 4  | +17 | 20 | Kijutott a 2002-es világbajnokságra |     | —             | 4–0      | 2–0    | 4–1                 | 5–0           |
| 2.    | Ausztria            | 8 | 4  | 3 | 1 | 10 | 8  | +2  | 15 | Továbbjutott a második fordulóba    |     | 1–1           | —        | 2–1    | 2–0                 | 2–0           |
| 3.    | Izrael              | 8 | 3  | 3 | 2 | 11 | 7  | +4  | 12 |                                     |     | 1–1           | 1–1      | —      | 3–1                 | 2–0           |
| 4.    | Bosznia-Hercegovina | 8 | 2  | 2 | 4 | 12 | 12 | 0   | 8  |                                     | 1–2 | 1–1           | 0–0      | —      | 5–0                 |               |
| 5.    | Liechtenstein       | 8 | 0  | 0 | 8 | 0  | 23 | −23 | 0  |                                     | 0–2 | 0–1           | 0–3      | 0–3    | —                   |               |

## Mérkőzések
| 2000. szeptember 2. |

| Bosznia-Hercegovina | 1–2         | Spanyolország             |
| ------------------- | ----------- | ------------------------- |
| Baljić 41'          | Jegyzőkönyv | Gerard 39' Etxeberria 72' |

| Koševo, Szarajevó Nézőszám: 28,700 Játékvezető: Herbert Fandel (német) |

| 2000. szeptember 3. |

| Izrael                | 2–0         | Liechtenstein |
| --------------------- | ----------- | ------------- |
| Mizrahi 1' Balili 80' | Jegyzőkönyv |               |

| Ramat Gan Stadion, Ramat Gan Nézőszám: 19,000 Játékvezető: Richard O’Hanlon (ír) |

| 2000. október 7. |

| Spanyolország         | 2–0         | Izrael |
| --------------------- | ----------- | ------ |
| Gerard 20' Hierro 54' | Jegyzőkönyv |        |

| Santiago Bernabéu, Madrid Nézőszám: 80,000 Játékvezető: Claude Colombo (francia) |

| 2000. október 7. |

| Liechtenstein | 0–1         | Ausztria   |
| ------------- | ----------- | ---------- |
|               | Jegyzőkönyv | Flögel 20' |

| Rheinpark, Vaduz Nézőszám: 3,548 Játékvezető: John Rowbotham (skót) |

| 2000. október 11. |

| Ausztria | 1–1         | Spanyolország |
| -------- | ----------- | ------------- |
| Baur 22' | Jegyzőkönyv | Baraja 27'    |

| Ernst Happel Stadion, Bécs Nézőszám: 48,000 Játékvezető: Valentyin Ivanov (orosz) |

| 2000. október 11. |

| Izrael                                | 3–1         | Bosznia-Hercegovina |
| ------------------------------------- | ----------- | ------------------- |
| Berkovich 12' Abukszisz 62' Katan 76' | Jegyzőkönyv | Akrapović 48'       |

| Ramat Gan Stadion, Ramat Gan Nézőszám: 30,000 Játékvezető: Dick Jol (holland) |

| 2001. március 24. |

| Spanyolország                                                | 5–0         | Liechtenstein |
| ------------------------------------------------------------ | ----------- | ------------- |
| Helguera 20' Mendieta 36' 82' Hierro 55' (11-esből) Raúl 67' | Jegyzőkönyv |               |

| Estadio José Rico Pérez, Alicante Nézőszám: 30,000 Játékvezető: Darko Čeferin (szlovén) |

| 2001. március 24. |

| Bosznia-Hercegovina | 1–1         | Ausztria |
| ------------------- | ----------- | -------- |
| Barbarez 43'        | Jegyzőkönyv | Baur 61' |

| Koševo, Szarajevó Nézőszám: 25,000 Játékvezető: Tom Henning Øvrebø (norvég) |

| 2001. március 28. |

| Ausztria                      | 2–1         | Izrael          |
| ----------------------------- | ----------- | --------------- |
| Baur 9' Herzog 42' (11-esből) | Jegyzőkönyv | Baur 6' (öngól) |

| Ernst Happel Stadion, Bécs Nézőszám: 21,000 Játékvezető: Alfredo Trentalange (olasz) |

| 2001. március 28. |

| Liechtenstein | 0–3         | Bosznia-Hercegovina       |
| ------------- | ----------- | ------------------------- |
|               | Jegyzőkönyv | Barbarez 10' 72' Hota 89' |

| Rheinpark, Vaduz Nézőszám: 3,400 Játékvezető: Andrejs Sipailo (lett) |

| 2001. április 25. |

| Ausztria               | 2–0         | Liechtenstein |
| ---------------------- | ----------- | ------------- |
| Glieder 44' Flögel 75' | Jegyzőkönyv |               |

| Tivoli Neu, Innsbruck Nézőszám: 13,060 Játékvezető: David Malcolm (északír) |

| 2001. június 2. |

| Spanyolország                              | 4–1         | Bosznia-Hercegovina |
| ------------------------------------------ | ----------- | ------------------- |
| Hierro 26' Moreno 76' Raúl 89' Tristán 90' | Jegyzőkönyv | Bešlija 41'         |

| Estadio Nuevo Carlos Tartiere, Oviedo Nézőszám: 30,000 Játékvezető: Roy Helge Olsen (norvég) |

| 2001. június 2. |

| Liechtenstein | 0–3         | Izrael                     |
| ------------- | ----------- | -------------------------- |
|               | Jegyzőkönyv | Revivo 3' Tal 7' Nimni 18' |

| Rheinpark, Vaduz Nézőszám: 1,650 Játékvezető: Lassin Isaksen (feröeri) |

| 2001. június 6. |

| Izrael    | 1–1         | Spanyolország |
| --------- | ----------- | ------------- |
| Revivo 4' | Jegyzőkönyv | Raúl 63'      |

| Ramat Gan Stadion, Ramat Gan Nézőszám: 23,000 Játékvezető: Anders Frisk (svéd) |

| 2001. szeptember 1. |

| Spanyolország                                | 4–0         | Ausztria |
| -------------------------------------------- | ----------- | -------- |
| Tristán 45' Morientes 79' 84' Mendieta 90+1' | Jegyzőkönyv |          |

| Estadio Mestalla, Valencia Nézőszám: 31,661 Játékvezető: Horacio Elizondo (argentin) |

| 2001. szeptember 1. |

| Bosznia-Hercegovina | 0–0         | Izrael |
| ------------------- | ----------- | ------ |
|                     | Jegyzőkönyv |        |

| Koševo, Szarajevó Nézőszám: 7,700 Játékvezető: Dieter Schoch (svájci) |

| 2001. szeptember 5. |

| Liechtenstein | 0–2         | Spanyolország      |
| ------------- | ----------- | ------------------ |
|               | Jegyzőkönyv | Raúl 19' Nadal 82' |

| Rheinpark, Vaduz Nézőszám: 4,648 Játékvezető: Ivan Dobrinov (bolgár) |

| 2001. szeptember 5. |

| Ausztria       | 2–0         | Bosznia-Hercegovina |
| -------------- | ----------- | ------------------- |
| Herzog 38' 87' | Jegyzőkönyv |                     |

| Ernst Happel Stadion, Bécs Nézőszám: 23,200 Játékvezető: Graham Barber (angol) |

| 2001. október 7. |

| Bosznia-Hercegovina                                                 | 5–0         | Liechtenstein |
| ------------------------------------------------------------------- | ----------- | ------------- |
| Konjić 33' Baljić 45' (11-esből) 82' (11-esből) Šabić 69' Dodik 85' | Jegyzőkönyv |               |

| Bilino Polje, Zenica Nézőszám: 6,000 Játékvezető: John McDermott (ír) |

| 2001. október 27. |

| Izrael                 | 1–1         | Ausztria     |
| ---------------------- | ----------- | ------------ |
| Gershon 55' (11-esből) | Jegyzőkönyv | Herzog 90+1' |

| Ramat Gan Stadion, Ramat Gan Nézőszám: 40,000 Játékvezető: Vítor Melo Pereira (portugál) |

## Góllövőlista
|  |  |